# 390 Alma
Alma este un asteroid numărul 390. A fost descoperit de astronomul Guillaume Bigourdan la observatorul din Paris (Franța), 24 martie 1894.
Are un diametru de 24 kilometri și perioada de rotație este de 0,156 zile.
1. 1 2 3  JPL Small-Body Database, accesat în 18 octombrie 2023